# Olympische Sommerspiele 2012/Teilnehmer (Afghanistan)
| Gelbes Symbol für Goldmedaillen mit stilisierten Olympischen Ringen | Graues Symbol für Silbermedaillen mit stilisierten Olympischen Ringen | Braundes Symbol für Bronzemedaillen mit stilisierten Olympischen Ringen |
| ------------------------------------------------------------------- | --------------------------------------------------------------------- | ----------------------------------------------------------------------- |
| —                                                                   | —                                                                     | 1                                                                       |

Afghanistan nahm in London an den Olympischen Spielen 2012 teil. Es war die insgesamt 13. Teilnahme an Olympischen Sommerspielen. Vom Afghanistan National Olympic Committee wurden sechs Athleten in  vier Sportarten nominiert.
Sadaf Rahimi sollte im Boxen starten, wurde jedoch nicht nominiert.
Fahnenträger bei der Eröffnungsfeier war der Taekwondoin Nesar Ahmad Bahave.

## Medaillen

### Medaillenspiegel
| Medaillenspiegel Afghanistan |           |                              |                           |                           |        |
| Platz                        | Sportart  | Goldmedaille – Olympiasieger | Silbermedaille – 2. Platz | Bronzemedaille – 3. Platz | Gesamt |
| 1                            | Taekwondo | —                            | —                         | 1                         | 1      |
| Total                        | Total     | —                            | —                         | 1                         | 1      |

### Medaillengewinner

#### Bronze
| Name            | Sportart  | Wettkampf                |
| --------------- | --------- | ------------------------ |
| Rohullah Nikpai | Taekwondo | Männer, Klasse bis 68 kg |

## Teilnehmer nach Sportarten

### Boxen
| Athleten     | Wettbewerb               | 1. Runde        | 1. Runde | Achtelfinale  | Achtelfinale  | Viertelfinale | Viertelfinale | Halbfinale    | Halbfinale    | Finale        | Finale        | Rang |
| Athleten     | Wettbewerb               | Gegner          | Ergebnis | Gegner        | Ergebnis      | Gegner        | Ergebnis      | Gegner        | Ergebnis      | Gegner        | Ergebnis      | Rang |
| ------------ | ------------------------ | --------------- | -------- | ------------- | ------------- | ------------- | ------------- | ------------- | ------------- | ------------- | ------------- | ---- |
| Männer       |                          |                 |          |               |               |               |               |               |               |               |               |      |
| Ajmal Faisal | Fliegengewicht bis 52 kg | Nordine Oubaali | 9:22     | ausgeschieden | ausgeschieden | ausgeschieden | ausgeschieden | ausgeschieden | ausgeschieden | ausgeschieden | ausgeschieden | 32   |

### Judo
| Athleten       | Wettbewerb       | 1. Runde Round of 64 | 1. Runde Round of 64 | 2. Runde Round of 32 | 2. Runde Round of 32 | Achtelfinale Round of 16 | Achtelfinale Round of 16 | Viertelfinale Quarter Final | Viertelfinale Quarter Final | Hoffnungsrunde Halbfinale Repechage | Hoffnungsrunde Halbfinale Repechage | Halbfinale    | Halbfinale    | Hoffnungsrunde Finale Bronze Medal | Hoffnungsrunde Finale Bronze Medal | Finale        | Finale        | Rang |
| Athleten       | Wettbewerb       | Gegner               | Ergebnis             | Gegner               | Ergebnis             | Gegner                   | Ergebnis                 | Gegner                      | Ergebnis                    | Gegner                              | Ergebnis                            | Gegner        | Ergebnis      | Gegner                             | Ergebnis                           | Gegner        | Ergebnis      | Rang |
| -------------- | ---------------- | -------------------- | -------------------- | -------------------- | -------------------- | ------------------------ | ------------------------ | --------------------------- | --------------------------- | ----------------------------------- | ----------------------------------- | ------------- | ------------- | ---------------------------------- | ---------------------------------- | ------------- | ------------- | ---- |
| Männer         |                  |                      |                      |                      |                      |                          |                          |                             |                             |                                     |                                     |               |               |                                    |                                    |               |               |      |
| Ajmal Faizzada | Klasse bis 66 kg | Miklós Ungvári       | 000-100              | ausgeschieden        | ausgeschieden        | ausgeschieden            | ausgeschieden            | ausgeschieden               | ausgeschieden               | ausgeschieden                       | ausgeschieden                       | ausgeschieden | ausgeschieden | ausgeschieden                      | ausgeschieden                      | ausgeschieden | ausgeschieden | 33   |

### Leichtathletik
Laufen und Gehen
| Athleten          | Wettbewerb | Vorlauf | Vorlauf | Halbfinale    | Halbfinale    | Finale        | Finale        | Rang |
| Athleten          | Wettbewerb | Zeit    | Rang    | Zeit          | Rang          | Zeit          | Rang          | Rang |
| ----------------- | ---------- | ------- | ------- | ------------- | ------------- | ------------- | ------------- | ---- |
| Frauen            |            |         |         |               |               |               |               |      |
| Tahmina Kohistani | 100 m      | 14,42 s | 32      | ausgeschieden | ausgeschieden | ausgeschieden | ausgeschieden | 32   |
| Männer            |            |         |         |               |               |               |               |      |
| Massoud Azizi     | 100 m      | 11,19 s | 23      | ausgeschieden | ausgeschieden | ausgeschieden | ausgeschieden | 23   |

### Taekwondo
| Athleten           | Wettbewerb       | Achtelfinale | Achtelfinale | Viertelfinale      | Viertelfinale | Halbfinale    | Halbfinale    | Hoffnungsrunde Halbfinale | Hoffnungsrunde Halbfinale | Match um Bronze | Match um Bronze | Finale        | Finale        | Rang   |
| Athleten           | Wettbewerb       | Gegner       | Ergebnis     | Gegner             | Ergebnis      | Gegner        | Ergebnis      | Gegner                    | Ergebnis                  | Gegner          | Ergebnis        | Gegner        | Ergebnis      | Rang   |
| ------------------ | ---------------- | ------------ | ------------ | ------------------ | ------------- | ------------- | ------------- | ------------------------- | ------------------------- | --------------- | --------------- | ------------- | ------------- | ------ |
| Männer             |                  |              |              |                    |               |               |               |                           |                           |                 |                 |               |               |        |
| Rohullah Nikpai    | Klasse bis 68 kg | M. Loniewski | 12:5         | M. Bagheri Motamed | 4:5           | ausgeschieden | ausgeschieden | D. Boui                   | 14:2                      | M. Stamper      | 5:3             | ausgeschieden | ausgeschieden | Bronze |
| Nesar Ahmad Bahave | Klasse bis 80 kg | I. Chernoubi | 4:3          | S. Crismanich      | 1:9           | ausgeschieden | ausgeschieden | ausgeschieden             | ausgeschieden             | ausgeschieden   | ausgeschieden   | ausgeschieden | ausgeschieden | 5      |